# Woschod 1
Woschod 1 [vasˈxɔt] (alternative Schreibweise Woßchod, russisch Восход „Sonnenaufgang“) war ein sowjetischer bemannter Raumflug. Zum ersten Mal weltweit wurde ein mehrsitziges Raumschiff in eine Erdumlaufbahn gebracht, und zum ersten Mal befanden sich unter den Raumfahrern Wissenschaftsastronauten.

## Vorbereitung
Nachdem im Juni 1963 mit Wostok 5 und Wostok 6 ein erfolgreicher Gruppenflug durchgeführt wurde, der einerseits einen neuen  Dauerrekord und andererseits die erste Frau im All gebracht hatte, befand sich die sowjetische bemannte Raumfahrt in der Krise. Die Leistungsfähigkeit der Wostok-Raumschiffe war ausgereizt. Weitere spektakuläre Erstleistungen waren damit nicht mehr zu erwarten.
Die Amerikaner bereiteten das Gemini-Programm vor, deren steuerbare Zweimann-Raumschiffe auch für Kopplungen vorgesehen waren. Der erste unbemannte Testflug erfolgte im April 1964, der erste bemannte Start war für Anfang 1965 vorgesehen.
In dieser Phase entschied die sowjetische Führung, keine weiteren Wostokflüge mehr durchzuführen und stattdessen mit umgebauten Wostok-Raumschiffen mehrere Raumfahrer in die Erdumlaufbahn zu bringen. Dieser neue Raumschifftyp erhielt die Bezeichnung Woschod.
Ein unbemanntes Woschod-Raumschiff wurde unter der Tarnbezeichnung Kosmos 47 am 6. Oktober 1964 gestartet und nach 24 Stunden wieder zur Erde zurückgebracht. Dieser eine Test genügte, schon wenige Tage darauf einen bemannten Start mit drei Kosmonauten an Bord zu wagen.

## Besatzung

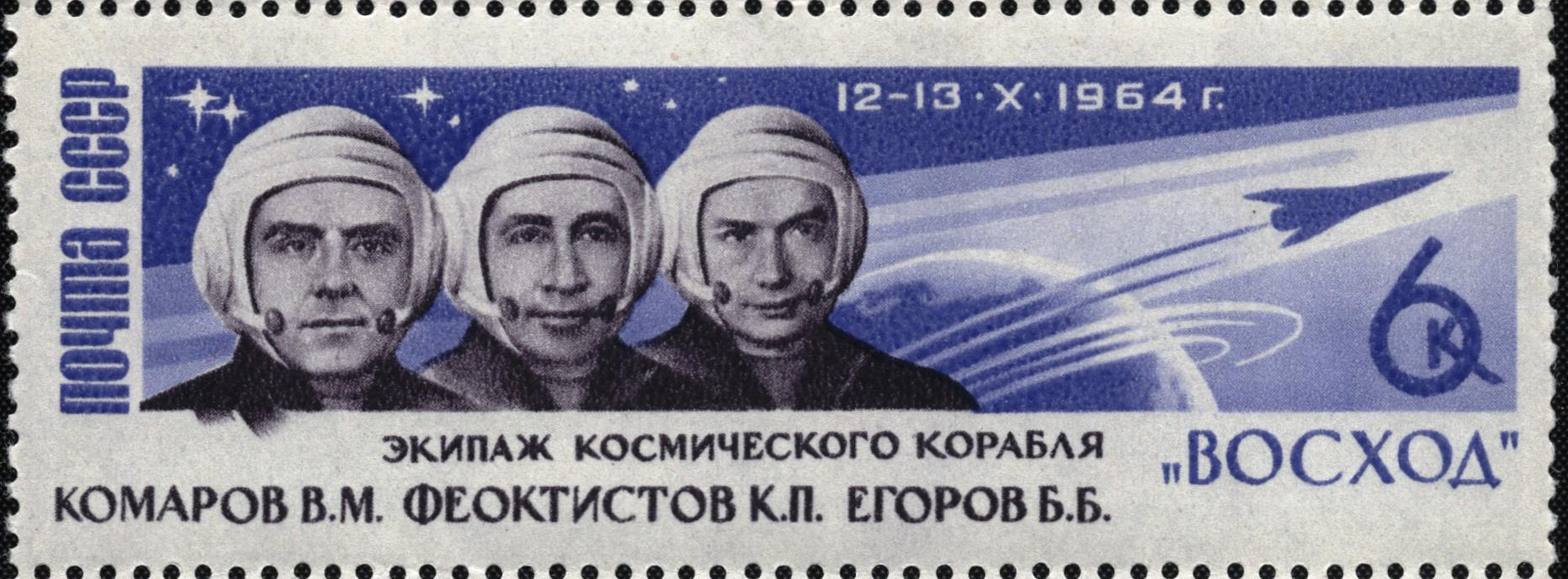
Die Besatzung auf einer sowjetischen Briefmarke (1964)

Die Auswahl der Besatzung war komplex, denn nun kamen nicht mehr nur ausgebildete Piloten als Kosmonauten in Frage, sondern auch andere Berufsgruppen. Außerdem spielte nicht nur die Ausbildung eine Rolle, sondern auch Lobbyismus.
Im März 1964 wurde entschieden, dass Woschod 1 mit je einem Kosmonauten als Kommandant, einem Arzt und einem Ingenieur besetzt werden sollte.
Als Kosmonaut, der das Raumschiff steuern sollte, kamen diejenigen Kosmonauten der ersten Auswahlgruppe in Frage, die sich bisher bei der Ausbildung ausgezeichnet hatten, aber noch keinen Raumflug absolviert hatten, nämlich Boris Wolynow, Jewgeni Chrunow, Pawel Beljajew, Alexei Leonow und Wladimir Komarow. Ein weiterer Kandidat war Georgi Beregowoi, der auf politischen Druck später zur Kosmonautengruppe gestoßen war. Diese Auswahl verringerte sich im Mai 1964 auf Wolynow, Komarow, Leonow und Chrunow.
Vier Ärzte kamen für einen weiteren Platz an Bord von Woschod 1 in Frage: Boris Jegorow, Boris Poljakow, Wassili Lasarew und Alexei Sorokin.
Den dritten Platz an Bord sollte ein Wissenschaftler oder Ingenieur einnehmen. Zuerst war Georgi Katys der einzige Kandidat, doch später präsentierte Sergei Koroljow, der Leiter des Konstruktionsbüros, noch weitere potenzielle Kosmonauten, darunter die Ingenieure Konstantin Feoktistow, Wladislaw Wolkow, Georgi Gretschko, Waleri Kubassow und Oleg Makarow sowie der Physiker Nikolai Rukawischnikow.
Im Juli 1964 gab es nur noch sieben Kandidaten für die drei Woschod-Plätze: Komarow und Wolynow als Kommandant, Feoktistow und Katys als Wissenschaftler, und Jegorow, Sorokin und Lazarew als Arzt.
Nikolai Kamanin, der Leiter der Kosmonautenausbildung, wählte am 6. Juli Wolynow, Katys und Jegorow als Hauptmannschaft. Die Ersatzmannschaft wurde aus Komarow, Feoktistow und Sorokin gebildet.
Koroljow versuchte über verschiedene Kanäle, seinen Ingenieur Feoktistow noch in die Hauptmannschaft zu drücken. Zwar war es unbestritten, dass Feoktistow als Konstrukteur hervorragende Kenntnisse über das Raumschiff hatte, doch bestanden Zweifel an seinem gesundheitlichen Zustand. Vor allem seine Sehfähigkeit war stark beeinträchtigt.
Im Oktober schließlich fiel auf höherer Ebene die Wahl auf Komarow, Feoktistow und Jegorow.
Nach einigen Quellen verlor Katys seinen Platz in der Hauptbesatzung, weil sein Vater als Staatsfeind hingerichtet wurde und er Geschwister hatte, die in Frankreich lebten. Dagegen spricht, dass Katys’ Vater bereits 1957 rehabilitiert wurde und Katys’ Halbgeschwister Russland bereits 1910 verlassen hatten. Katys war bis zur endgültigen Festlegung der Besatzung 2–3 Tage vor dem Start Kandidat für Woschod 1 und 1965 lange Zeit für die Hauptbesatzung von Woschod 3 nominiert, dieser Flug wurde aber immer weiter verschoben und fand letztlich nicht statt.

### Hauptmannschaft
- Wladimir Michailowitsch Komarow (1. Flug), Kommandant
- Boris Borissowitsch Jegorow (1. Flug), Arzt
- Konstantin Petrowitsch Feoktistow (1. Flug), Ingenieur

### Ersatzmannschaft
- Boris Walentinowitsch Wolynow,  Kommandant
- Georgi Petrowitsch Katys, Wissenschaftskosmonaut
- Alexei Wassiljewitsch Sorokin, Arzt

## Flugverlauf
Woschod 1 startete am 12. Oktober 1964 um 07:30 Uhr UT vom Startkomplex 1 in Baikonur und erreichte nach knapp neun Minuten die vorhergesehene Umlaufbahn. Während der zweiten Umkreisung sandte die Besatzung eine Grußbotschaft zu den Olympischen Spielen in Tokio, später wurden Fernsehbilder aus der Kommandokapsel übertragen. Aus Moskau sprach der Staats- und Parteichef Nikita Chruschtschow mit der Mannschaft.
Die Dauer dieses Raumfluges war mit 24 Stunden relativ kurz und die Landung von Woschod 1 erfolgte am Folgetag um 07:47 Uhr UT. Der Landeplatz lag etwa bei 54°2' Nord, 68°8' Ost, etwa 300 km nordwestlich von Kustanai. Im Gegensatz zu den Wostok-Raumschiffen wurden die Kosmonauten nicht mit dem Schleudersitz herauskatapultiert, sondern landeten mit der Landekapsel. Hierzu wurde die Kapsel kurz vor der Landung mit speziellen Raketen abgebremst. Die drei Kosmonauten stiegen selbständig aus der gelandeten Kapsel und warteten auf die Bergungsmannschaften.
Die Mannschaft wurde in die nächstgelegene Großstadt Kustanai gebracht, doch der übliche Anruf von Chruschtschow blieb aus. Am Folgetag, dem 14. Oktober, kehrten die Kosmonauten nach Baikonur zurück, wo allmählich klar wurde, dass sich außergewöhnliche Vorkommnisse in Moskau abspielten. Der ursprünglich noch durch Chrustschow geplante Empfang auf dem Roten Platz wurde verschoben, die Kosmonauten flogen am 19. Oktober 1964 nach Moskau, wo sie von tausenden Moskauern und dem neuen Parteichef Leonid Breschnew empfangen wurden.

## Bedeutung
Wie die Wostokflüge erregte auch Woschod 1 weltweites Aufsehen. Noch bevor die USA ein zweisitziges Raumschiff gestartet hatten, hatte die Sowjetunion ein dreisitziges in die Erdumlaufbahn gebracht. Die Tatsache, dass nur einer der drei Kosmonauten ein ausgebildeter Pilot war und dass keine Raumanzüge verwendet wurden, ließ auf eine hohe Zuverlässigkeit der Woschod schließen.
Während sich die Entwicklung des Sojus-Raumschiffs weiter verzögerte, planten die Sowjets weitere Woschod-Flüge. Für Frühling 1965 war mit Woschod 2 ein Zweimann-Flug vorgesehen, bei dem ein Kosmonaut zum ersten Mal ein Raumschiff verlassen würde. Des Weiteren waren Langzeitflüge und Flüge mit weiblicher Besatzung vorgesehen.

## Trivia
Das Sowjet-Raumschiff führte als symbolische Fracht neben Bildern von Marx und Lenin auch den übriggebliebenen Fetzen einer Fahne der Pariser Kommune mit sich in den Weltraum.